# Taxithelium oblongifolium
Taxithelium oblongifolium är en bladmossart som beskrevs av Iwatsuki 1966. Taxithelium oblongifolium ingår i släktet Taxithelium och familjen Sematophyllaceae. Inga underarter finns listade i Catalogue of Life.